# Чаир-Лар
Чаир-Лар (Усадьба М. Е. Шмигельского) — усадебный ансамбль имения Михаила Ерофеевича Шмигельского, семейного врача Кузнецовых, постройки конца ХIX века, расположенный в пгт. Санаторное Большой Ялты, улица Южная, дом № 1, столовая детского оздоровительного лагеря имени В. Комарова. Усадьба, по мнению исследователей, по своей «подлинности и сохранности — образец южнобережной дачи конца XIX века», не имеющий аналогов в западной части Южного берега Крыма.

## Михаил Ерофеевич Шмигельский
Михаил Ерофеевич Шмигельский, лейб-медик Двора Его Величества, в конце ХIX века становится семейным врачом Кузнецовых. Кузнецов, очень богатый человек, страдавший слабым здоровьем и ввиду этого почти постоянно живший в Форосе платил своему врачу большие деньги, что позволило Шмигельскому собрать солидный капитал и купить на эти средства участок земли в километре восточнее Фороса. Сын священника Форосской церкви дореволюционного времени Николай Павлович Ундольский в своих «Воспоминаниях» утверждал что после смерти Кузнецова Шмигельский 

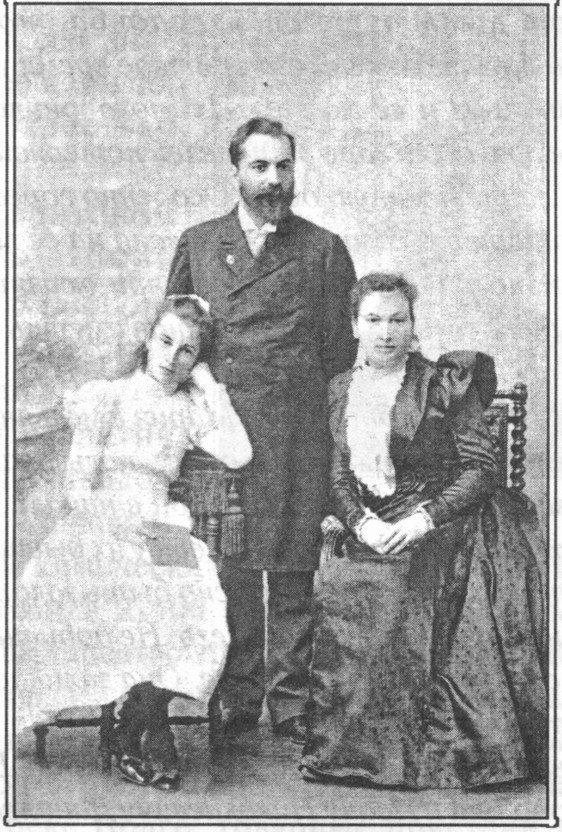
Шмигельские

…исполнял эту должность у владелицы им. Меллас Анны Ивановны Кузнецовой, за что как врач, так и её любовник, получал большие деньги, устроил дом с парком и виноградником. Приобрёл во Франции в Ницце виллу, где отдыхал с женой и дочерью. В Москве имел лечебницу.

## Описание
На невысокой террасе южного склона Крымских гор был построен двухэтажный каменный дом в неоклассическом стиле. Предполагается, что автором проекта мог быть вероятный создатель дворца Кузнецова в Форосе, архитектор Карл Эшлиман
Дом, по современным обмерам общей площадью 1444.7 м², главным фасадом обращён к морю, также к морю выходят открытые террасы и остеклённые веранды. В оформлении фасадов были совмещены приёмы неоготики и мавританской лепнины. Стены выложены каменной мозаичной кладкой и украшены изысканной деревянной резьбой, которая на южном фасаде сохранились до наших дней. Также, сохранилась внутренняя планировка и подлинные исторические печи в двух комнатах.
Главный, южный фасад со стороны моря, оформлен парадной террасой с каменной балюстрадой для встречи гостей на открытом воздухе. Перед ним круглый бассейн с фонтаном в центре. Выше дома, в северной части усадьбы, из каменных блоков «мозаичной формы», был построен винный подвал, с деревянными воротами, скреплёнными коваными гвоздями и петлями, сохранившимся до наших дней. Вокруг дома разбит парк, сохранивший историческую планировку: дорожки с каменными бордюрами, каменные лестницы и старые деревья. Со стороны входа зона была создана единая парковая композиция с симметрично посаженными вечнозелёными деревьями. Другие части парка разбиваются на отдельные группы: у «татарского» фонтана — роща дуба пушистого, сохранившаяся с «доусадебных» времён; с востока и запада от дома была посажена сосновая роща из алеппской и пицундской сосны. В восточной части имения старые сосны достигают диаметра 65—80 см и высоты 15 м. В отдалении от дома на северо-восток, на возвышенности, расположены могилы скоропостижно скончавшейся от менингита в возрасте 30 лет в 1920 году (по другим данным в 1919 году) за несколько дней до своей свадьбы дочери Михаила Ерофеевича Марии Шмигельской и умершего через 3 дня её жениха Льва Ивановича Войнова. Усадьба огорожена каменной оградой из тёсанного камня на подпорной стене (сохранилась), въезд состоял из ворот на каменных столбах, у которых стоит фонтан в крымском стиле в искусственном бассейне с декоративными элементами (ныне безводный).

## История
После установления в Крыму советской власти в ноябре 1920 года Мария Емельяновна Шмигельская осталась жить в усадьбе (её, муж жил в Москве, нашёл себе там молодую жену, с которой в 1922 году уехал во Францию). Весной 1921 года их бывший слуга татарин Ибрам ограбил дом и попытался убить хозяйку, но Мария Емельяновна чудом выжила, сумев тяжелораненая добраться до соседнего имения Данилевского, где её спасли. Умерла в 1930-х годах.
В 1934 году в бывшем имении (вместе с имением Данилевского) устроили пионерский лагерь. В 1950 году лагерь, под названием «Южный», передали в ведение Севастопольского морского завода, а в 1969 году пионерлагерю было присвоено имя космонавта Владимира Комарова. Бывшие работники лагеря вспоминали, что «за территорией был организован прекрасный уход, но никто из нас понятия не имел, что эта земля — чьё-то бывшее имение». После вхождения Крыма в состав России в 2014 году губернатор Севастополя С. И. Меняйло передал пионерский лагерь Правительству Крыма, 3 ноября 2016 года детский оздоровительный лагерь имени Комарова вернули в собственность Севастополя, передав в подчинение МВД.

### Интересный факт
Распространённая в источниках версия, что название имения Чаир-Лар происходит от «некогда существовавшего исторического селения Чаир-Лар (название происходит от
крымско-татарского „сенокосная поляна в лесу“)» никакими историческими источниками не подтверждается.